# بريجيت رايلي
يريجيت لويز رايلي (بالإنجليزية: Bridget Louise Riley)‏ (ولدت في 24 أبريل 1931) هي رسامة إنجليزية مشهورة برسومها التي تستخدم الخدع البصرية.
بريدجيت رايلي
بريدجيت رايلي ولدت في 1931 في نوروود، لندن، وهي ابنة رجل أعمال.، عاشت طفولتها في وكورنوال ينكولن. درست في كلية المشغولات الذهبية 1949 حتى 1952، والكلية الملكية للفنون 1952 حتى 1955. رايلي قد عرفت على نطاق واسع منذ أول ظهور في عام 1962. من بين العديد من المعارض، وكانت مدرجة في بينالي البندقية في عام 1968 حيث حصلت على الجائزة الدولية للرسم.
إن  أعمال رايلي ليست تجريدية فقط، إنها مرتبطة عضويا بالطبيعة واستجابتها البصرية للطبيعة. ومنذ سنوات شبابها في مدينة كورنويل في جنوب غرب بريطانيا، وملاحظاتها الأولى هناك رسخت فيها الاعتقاد بأن العين تنحدر على الطبيعة كما تنحدر العين على اللوحة، وأن اللوحة يمكن أن تترك فينا انطباعا قويا تماما كما تترك الطبيعة على العين الانطباع القوي نفسه. وأن أعمالها، سواء كانت تعتمد اللونين الأبيض والأسود فقط أو أعمالها التي تعتمد على الألوان الزاهية الخمسة التي شاهدتها وسحرتها عندما زارت آثار الفراعنة في مصر، هي استكشاف لحاسة البصر الأساسية واحتفاء بها.
مركز «تيت برتين» الفني الواقع على نهر التيمس في «ملبانك» القريب من ساحة «الطرف الأغر» الشهير في لندن، حيث معرض رايلي الاستعادي الشامل خصص ثماني صالات لأعمالها، الصالة الأولى تتضمن أعمالها الأخيرة، تهيمن عليها رسمة كبيرة على الحائط مباشرة بعنوان «تكوين مع دوائر 3» تتوسطها دائرة كبيرة ودوائر أخرى تشكل شبكة متشابكة من الأطواق تلتقي وتفترق أو تكاد.
في الصالة الثانية بعض الأعمال الأساسية التي جعلت من رايلي رسامة عالمية، وهنا نرى بعض الأعمال معظمها بالأبيض والأسود وفي بعضها يدخل اللون الرمادي، ومن اللوحات «حركة في مربعات» يعود تاريخها إلى عام 1961 و«حريق رقم 1» في عام 1962 و«هبوط» 1965 و«إعتام عدسة العين» 1967 و«نشيد رقم 2» في العام المذكور نفسه.
في الصالة الثالثة نرى الأعمال الملونة التي ترددت فيها الفنانة قبل اعتماد الرسم بالألوان. وفي اللوحات نرى خطوطاً وأقلاماً متجاورة ولصيقة ببعض شاقولياً لتكثيف الإحساس باللون ذاته. وكان ذلك قبل زيارتها لمصر، حيث ذهبت إلى هناك وبقيت بين عامي 1979 و 1980 ورسمت لوحات على جانب كبير من الحس اللوني وبالتحديد ألواناً زاهية خمسة اشتهر بها الفراعنة. وفي القاعتين السابعة والثامنة نجد أعمال رايلي في الثمانينات والتسعينات.

## روابط خارجية
- بريجيت رايلي على موقع الموسوعة البريطانية (الإنجليزية)
- بريجيت رايلي على موقع مونزينجر (الألمانية)
- بريجيت رايلي على موقع ديسكوغز (الإنجليزية)